# Gisèle Mandaila Malamba
Gisèle Mandaila Malamba, née à Kinshasa, le 4 septembre 1969 est une femme politique belge d'origine congolaise membre de DéFI.
Elle assume au sein du gouvernement Verhofstadt II les fonctions de secrétaire d’État aux Familles et aux Personnes handicapées, adjointe au ministre des Affaires sociales et de la Santé publique sous la bannière du FDF (Front démocratique francophone), composante du MR. 
Outre ses mandats, Gisèle Mandaila Malamba est active au sein de plusieurs associations culturelles et sociales, liées à la communauté congolaise de Belgique. 
Elle est députée bruxelloise du 7 juin 2009 au 25 mai 2014.